# Chaetoderma hancocki
Chaetoderma hancocki är en blötdjursart som först beskrevs av Mathilde Schwabl 1963.  Chaetoderma hancocki ingår i släktet Chaetoderma och familjen Chaetodermatidae. Inga underarter finns listade i Catalogue of Life.